# José Alberto Toril Rodríguez
José Alberto Toril (Pueblonuevo, Còrdova, 7 de juliol de 1973) és un exfutbolista i entrenador de futbol andalús.

## Trajectòria
Format al Séneca de la ciutat de Còrdova, ben aviat va cridar l'atenció del Reial Madrid, que el va incorporar al Castella, el seu filial. Debuta a Segona Divisió amb el Reial Madrid B la temporada 92/93, i a la mateixa campanya ho fa amb el primer equip, disputant dos partits a la màxima divisió. La presència entre el primer i el segon equip madridista va continuar la temporada 93/94.
El 1994 entra dins del fitxatge de Santiago Cañizares amb el Celta de Vigo i Toril marxa a Galícia. Allà tot just apareix en nou partits, una situació semblant a la que viuria la temporada 95/96 al RCD Espanyol.
No gaudeix de la titularitat fins a la temporada 97/98, en Segona i amb l'Extremadura, jugant 40 partits i assolint l'ascens a Primera. Però, tant a 1a com de nou a 2a, va tornar a la suplència amb els extremenys.
El 2000 juga amb l'Albacete Balompié. A l'equip castellà recupera el bon joc i els minuts, especialment la temporada 01/02 (31 partits i 6 gols), però no té continuïtat. Milita al Racing de Ferrol, al CD Numancia, a Segona, i al Cartagena i al Quintanar del Rey de divisions inferiors, abans de retirar-se.
Penjades les botes, va entrar al cos tècnic de les divisions inferiors de l'Albacete.